# Општина Трговиште
Општина Трговиште је општина на крајњем југу Србије у Пчињском округу. Седиште општине је у градском насељу Трговиште. 
Према подацима са последњег пописа 2022. године у општини је живело 4.316 становника (према попису из 2011. било је 5.091 становника).

## Географија
Општина се граничи са општинама Босилеград, Врање, Бујановац и суседном државом Северном Македонијом у дужини од 47 km.
Надморска висина се креће од 805 метара (у месту Трговиште), до 1.825 метара на Големом Врху (планина Беле Воде). Земљиште је планинског карактера и чине га планине: Беле Воде, Зладовачка планина, Лесничка планина, Копљача и Петрова гора. Реке у општини Трговиште су: Трипушница, Козједолска, Лесничка река и Пчиња.

## Историја
Област Горње Пчиње је била слабо насељена у средњем веку. Од насељавања Словена, ова област је била под влашћу првог бугарског царства, а касније у центру Самуиловог царства.
Политички догађаји који су се одиграли крајем 10. и почетком 11. века, морали су оставити трага у градитељству ове области. Победом Василија II над Самуилом, Византија је вратила раније изгубљене територије Балкана, што је захтевало реорганизовање политичке и црквене управе и стављење становништва под његов утицај. Царском повељом из 1020. године, Василије II реорганизовао је Охридску патријаршију, сада архиепископију, у којој се спомиње епископија Морзовишка, у чијем саставу је поред осталих места и Козјак – данас име планине у чијем подножју се налази Манастир Прохор Пчињски. Њега је изградио византијски цар Роман IV Диоген, на молбу потоњег свеца и патрона храма Прохора Пчињског. Систематска археолошка ископавања уз свестранију анализу досадашњих сазнања, потврдила би тврдњу да је првобитна скромна једнобродна црква саграђена у XI веку или почетком XII столећа.
Према речима Стефана Првовенчаног, Немања је у ратовима са Византијом између 1180–1190. године освојио област Врања. Припајањем новоосвојених територија Србији отворила се потреба за организацијом цркве коју је спровео Св. Сава 1220. године. Манастир је остао у саставу српске државе све до њеног дефинитивног пада. Овим крајем су током 14. века владали Дејановићи. Административни центар области је био град Велбужд, који су Турци назвали Ћустендил или „Константинова бања” по Константину Драгашу.
Након пада под турску власт, област Горње Пчиње постаје примамљива за досељенике из околних крајева, који су бежали од турског зулума. у 16. веку је подигнута Богородичина црква на Вражјем камену, јединствена на Балкану. Мештани су веровали да је ова црква уклета, те у њој се нису вршила венчања ни крштења. У овим пределима раније је постојало чак 23 средњевековне цркве и манастира од којих неке данас постоје само као топоними у овом крају. Горња Пчиња је била под црквеном влашћу Охридске архиепископије, 1557. Турци ову област препуштају пећкој патриаршији, да би је 1766. предали на управу цариградској патријаршији, која је увела грчки језик у богослужење и настојала да спроведе хеленизацију становништва. Грчки свештеници Фанариоти су били већа пошаст од Турака за православне Словене у овом крају, средином 20. века, сељаци из Горње Пчиње су и даље препричавали како су Грци малтретирали њихове претке током 19. века и изнуђивали новац од сиромашног становништа. Са бугарским препородом, почиње полако да се буди и становништво Горње Пчиње, те ова област ступа 1870. у састав скопске епархије бугарске егзархије, која је коначно вратила богослужење на словенском језику, који су Пчињани разумели.  Турци са почетком руско турског рата 1877. забрањују рад бугарске егзархије, многи свештеници из овог краја су убијени, а у цркве се враћају грчки фанариотски свештеници.
Горњу Пчињу је почетком 1878. ослободила српска војска након битке за Врање., уз помоћ устаника Симе Соколовића из Трна. Са поразом Турске, Руси одлукама Санстефанског споразума припајају овај крај Кнежевини Бугарској, а српска војска је била дужна да се повуче, али на интервенцију великих сила на Берлинском конгресу, Трговиште је враћено у састав Османског царства Турски зулум над сељацима се повећао, као и напади и пљачке од стране Арнаута, што је подстакло део становништва овог краја да се придужи Кумановском устанку 1880. који је подстрекиван од Србије. Међу устаницима су били Чакр-паша из села Горњи Стајевац и Илија Черкез из Црвеног града. Турци су устанак у крви угушили, сламању устанка су допринели и  про-бугарски мештани, који су ломили дух устаника говорећи како им Србија никада неће помоћи и како ће Горња Пчиња свеједно бити уједињена са Бугарском. Теодосије Гологанов је 1890. покушао да обнови рад бугарске цркве у крају 1890. али је овај потез осујећен интервенцијом српског конзула, који је запретио турском валији да ће интервенисати код скопског паше да буде смењен ако дозволи тако нешто у прешевској кази, којој је Трговиште припадало. Бугари су покушали да отворе школу у Радовници и Доњем Стајевцу 1897. али је тај покушај спречила турска жандармерија. Из Трговишта је и комитски војвода Крста Трговишки, који након убиства турског жандарма бежи у Бугарску, где је заведен бугарском пропагандом ступио у ВМРО.
Са почетком српске оружане акције у Македонији 1903. поједине комите из овог краја приступају српској организацији, мећу њима Стојан Коруба, као и Крста Трговишки, који постаје војвода. Трговиште и Горња Пчиња су коначно ослобођени од турске власти у октобру 1912. а јула 1913. званично постају део Србије.

## Становништво
После Другог светског рата број становника општине био је преко 15.000, али од тада траје процес економске миграције становништва ка развијенијим крајевима. Данас у општини живи нешто више од 5.000 људи.
| Етнички састав према попису из 2002.‍ | Етнички састав према попису из 2002.‍ | Етнички састав према попису из 2002.‍ | Етнички састав према попису из 2002.‍ | Етнички састав према попису из 2002.‍ |
| ------------------------------------ | ------------------------------------ | ------------------------------------ | ------------------------------------ | ------------------------------------ |
|                                      |                                      |                                      |                                      |                                      |
| Срби                                 | Срби                                 |                                      | 6.276                                | 98,49%                               |
| Македонци                            | Македонци                            |                                      | 28                                   | 0,44%                                |
| Бугари                               | Бугари                               |                                      | 12                                   | 0,19%                                |
| остали                               | остали                               |                                      | 56                                   | 0,88%                                |

| Етнички састав према попису из 2011.‍ | Етнички састав према попису из 2011.‍ | Етнички састав према попису из 2011.‍ | Етнички састав према попису из 2011.‍ | Етнички састав према попису из 2011.‍ |
| ------------------------------------ | ------------------------------------ | ------------------------------------ | ------------------------------------ | ------------------------------------ |
|                                      |                                      |                                      |                                      |                                      |
| Срби                                 | Срби                                 |                                      | 4.977                                | 97,76%                               |
| Роми                                 | Роми                                 |                                      | 29                                   | 0,57%                                |
| Македонци                            | Македонци                            |                                      | 27                                   | 0,53%                                |
| Бугари                               | Бугари                               |                                      | 14                                   | 0,28%                                |
| остали                               | остали                               |                                      | 44                                   | 0,86%                                |

## Привреда
Општина Трговиште је најнеразвијенија у Републици Србији. Општина је удаљена од главних железничко-друмских саобраћајница, а нарочито негативно се на ово подручје одразило осамостаљење Републике Северне Македоније и стварање међудржавне границе. Средином 1980-их изграђени су погони фабрика Симпо (160 радника), Јумко (400 радника) и Коштана (400 радника). Од њих је до данас опстао само погон Симпа.